# Bodilverleihung 2013

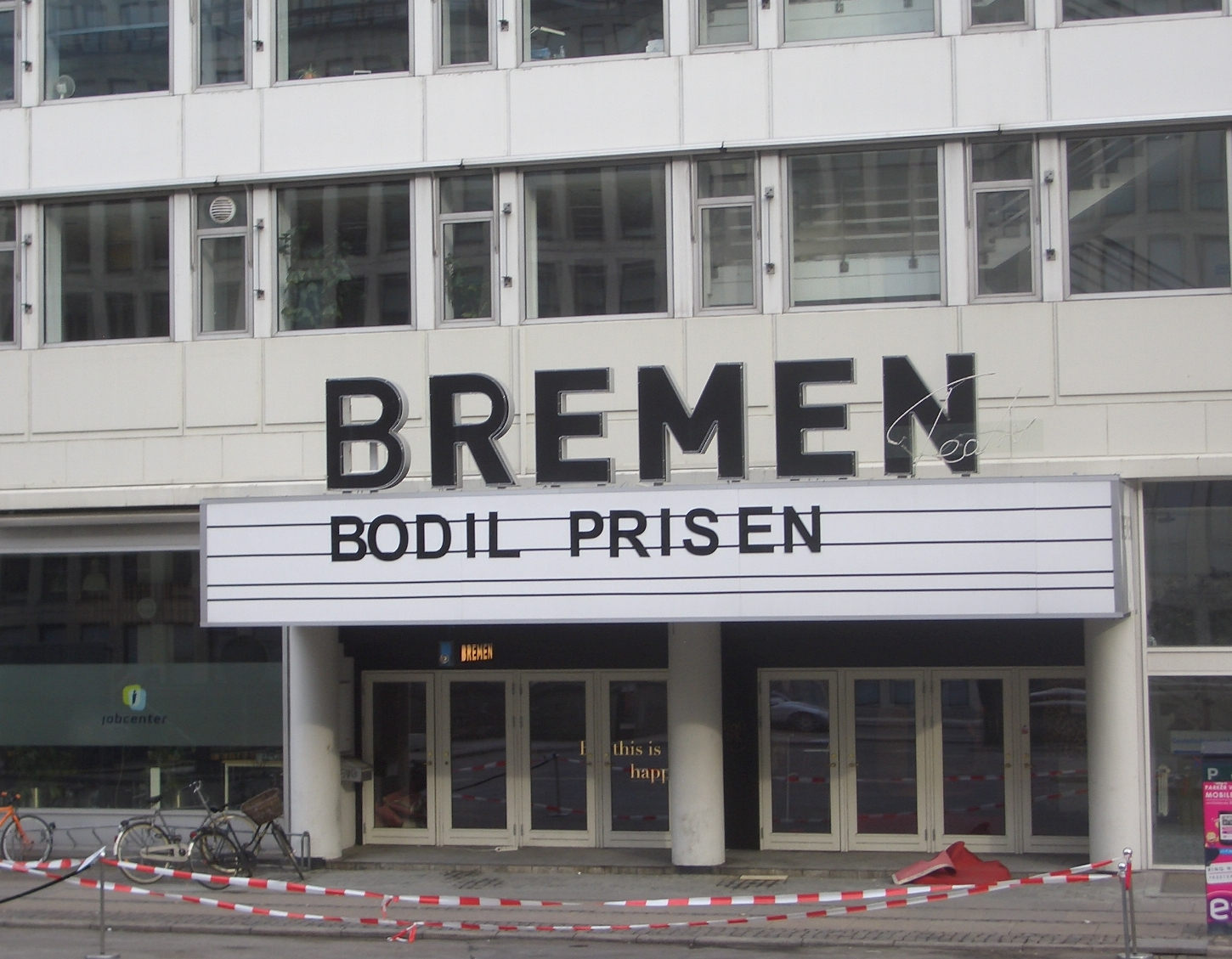
Eingang zum Bremen Teater am Abend der Verleihung

Die 66. Bodilverleihung fand am 16. März 2013 im Kopenhagener Bremen Teater statt. Der Hauptsponsor war Viasat Film. 2013 gab es auch einen von genanntem Unternehmen finanzierten Publikumspreis. Das Publikum konnte via der Unternehmenswebsite oder dessen Facebook-Präsenz zwischen 19 dänischen Filmen wählen. Moderiert wurde die Verleihung von Mikael Bertelsen. Eine Eintrittskarte kostete 500 DKK.

## Dänischer Film (Danske film)
Kapringen
nominiert:
Undskyld jeg forstyrrer
10 timer til Paradis
Die Königin und der Leibarzt (En kongelig affære)
You and Me Forever

## Amerikanischer Film (Amerikanske film)
Martha Marcy May Marlene
nominiert:
Argo
Moonrise Kingdom
Take Shelter
The Descendants

## Nicht-amerikanischer Film (Ikke-amerikanske film)
Liebe
nominiert:
We Need to Talk About Kevin
The Artist
Shame
Searching for Sugar Man
Holy Motors

## Dokumentarfilm (Dokumentar)
Putins kys
nominiert:
Ballerina
White Black Boy
Lej en familie A/S
Kidd Life

## Männliche Hauptrolle (Mandlig hovedrolle)
Mikkel Boe Følsgaard (Die Königin und der Leibarzt)
nominiert:
Mads Mikkelsen (Die Königin und der Leibarzt)
Søren Malling (Kapringen)
Pilou Asbæk (Kapringen)
Lars Mikkelsen (Viceværten)

## Weibliche Hauptrolle (Kvindelig hovedrolle)
Sara Hjort Ditlevsen (Undskyld jeg forstyrrer)
nominiert:
Trine Dyrholm (Love Is All You Need)
Julie Brohorst Andersen (You and Me Forever)
Alicia Vikander (Die Königin und der Leibarzt)
Bodil Jørgensen (Hvidsten Gruppen)

## Männliche Nebenrolle (Mandlig birolle)
Tommy Kenter (Marie Krøyer)
nominiert:
Nicolas Bro (Undskyld jeg forstyrrer)
Roland Møller (Kapringen)
Lars Bom (Max Pinlig på Roskilde – nu med mor)
Thomas Gabrielsson (Die Königin und der Leibarzt)

## Weibliche Nebenrolle (Kvindelig birolle)
Frederikke Dahl Hansen (You and Me Forever)
nominiert:
Emilie Claudius Kruse (You and Me Forever)
Elsebeth Stentoft (10 timer til Paradis)
Lotte Andersen (Undskyld jeg forstyrrer)
Trine Dyrholm (Die Königin und der Leibarzt)

## Bester Kameramann (Bedste fotograf)
Rasmus Videbæk (Die Königin und der Leibarzt)

## Henning-Bahs-Preis (Henning Bahs Pris)
Niels Sejer, Szenenbildner (Die Königin und der Leibarzt)

## Sonderbodil (Sær-Bodil)
The Act of Killing

## Ehren-Bodil (Æres-Bodil)
Die Ehren-Bodil wurde an Bent Fabricius-Bjerre verliehen. Jacob Wendt Jensen, Vorsitzender der verleihenden Filmmedarbejderforeningen begründete dies wie folgt:
„Seit einem Menschenalter, nein, seit zwei bis drei Menschenalter hat Bent Fabricius-Bjerre die Lieder und die Musik für dänische Filme fröhlicher gemacht. Ob es sich nun um Forelsket i København, Jeg er sgu min egen, die Olsenbande-Filme oder in Blinkende lygter handelt. Der Komponist vermag es leichtfließende Melodien zu erzeugen und hat nach sechs Jahrzehnten, in denen er fleißig zum Liederschatz der dänischen Filmgeschichte beigetragen hat, den Ehrenbodil definitiv verdient.“ (”I en menneskealder, nej I to-tre menneskealdre, har Bent Fabricius-Bjerre gjort sange og soundtracks i dansk film mere muntre. Om så det har været i ”Forelsket i København”, ”Jeg er sgu min egen”, ”Olsen-Banden” eller ”Blinkende lygter”. Filmkomponisten har fabrikationen af den letflydende melodi i sin magt, og han har om nogen fortjent en Æres-Bodil efter i seks årtier at have bidraget flittigt til sangskatten i dansk films historie”.)

## Viasat Films Publikumspris
Hvidsten Gruppen
nominiert:
Love Is All You Need
Die Königin und der Leibarzt
Far til Fire – Til Søs
Min søsters børn alene hjemme
Marie Krøyer
Sover Dolly på ryggen?
Gummi T
Kapringen
Lærkevej – Til døden os skiller
Undskyld jeg forstyrrer
Marco Macaco
Talenttyven
You & me forever
Over kanten
10 timer til paradis
Fuglejagten
Volcano
Viceværten